# Arthromysis magellanica
Arthromysis magellanica är en kräftdjursart som först beskrevs av Cunningham 1871.  Arthromysis magellanica ingår i släktet Arthromysis och familjen Mysidae. Inga underarter finns listade i Catalogue of Life.